# Дмитриев, Анатолий Фёдорович
Анато́лий Фёдорович Дми́триев (род. 1 октября 1938) — советский и российский учёный в области эпизоотологии и микробиологии, доктор биологических наук, профессор, заслуженный деятель науки РФ, почётный работник высшего профессионального образования Российской Федерации.

## Биография
Окончил ветеринарный факультет Новочеркасского зооветеринарного института (1960), работал ветеринарным врачом в сельхозпредприятиях Брянской области (1960—1963), затем учился в аспирантуре в Киргизском с.-х. институте им. К. И. Скрябина и в 1968 году защитил кандидатскую диссертацию:
- Естественная резистентность молодняка крупного рогатого скота различных пород в условиях Юга УССР : диссертация … кандидата ветеринарных наук : 16.00.00. — Целиноград, 1968. — 179 с. : ил.

С 1968 года в Целиноградском сельскохозяйственном институте: ассистент, старший преподаватель, доцент, заведующий кафедрой, проректор по научной работе, декан ветеринарного факультета, директор биотехнологического центра.
В 1988 году защитил докторскую диссертацию на тему: «Иммунобиологические основы оценки и прогнозирования жизнеспособности новорожденных животных».
С 1990 года в Ставропольском сельскохозяйственном институте: заведующий кафедрой эпизоотологии и микробиологии (1990—2007), профессор кафедры (с 2007). Декан ветеринарного факультета (1991—2004).
Кандидат ветеринарных наук, доктор биологических наук, профессор по кафедре микробиологии и вирусологии.
Автор более 200 научных работ, в том числе 20 методических пособий. Разработал устройства: «Улавливатель микроорганизмов» и «Прибор для санитарно-бактериального исследования воздуха», которые нашли практическое применение. Соавтор 3 штаммов гибридных культивируемых клеток-продуцентов моноклональных антител к бруцеллезным бактериям.
Основатель научной школы «Иммунологические основы прогнозирования жизнеспособности молодняка сельскохозяйственных животных и профилактики инфекционных болезней».
Заслуженный деятель науки РФ (21.03.1996), почётный работник высшего профессионального образования РФ (2010). Награждён орденом «Знак Почёта» (1986), двумя медалями СССР (1970, 1989), бронзовой медалью ВДНХ (1986), знаком «Изобретатель СССР» (1985).

## Основные работы
- Организация ветеринарной службы и противоэпизоотических мероприятий : Учеб. пособие для студентов вузов, обучающихся по специальности 310800 — «Ветеринария» / А. Ф. Дмитриев, В. М. Сахно, В. В. Соловьев, А. Н. Кононов; М-во образования Рос. Федерации, М-во сел. хоз-ва Рос. Федерации, ФГОУ ВПО Ставроп. гос. аграр. ун-т. — Ставрополь : АГРУС, 2004. — 463, [1] с.; 20 см; ISBN 5-9596-0046-3 : 300
- Оценка и прогнозирование устойчивости животных к заболеваниям : Лекции / А. Ф. Дмитриев. — Целиноград : ЦСХИ, 1983. — 55 с.; 20 см.
- Оценка профилактических и противоэпизоотических мероприятий на животноводческих фермах : метод. рекомендации для студентов вузов по специальности 310800 — «Ветеринария» / А. Ф. Дмитриев ; М-во сел. хоз-ва РФ, ФГОУ ВПО Ставроп. гос. аграр. ун-т. — Ставрополь : АГРУС, 2004. — 34, [1] с.; 20 см; ISBN 5-9596-0054-4 :
- Болезни ягнят и поросят : Труды / Целиногр. с.-х. ин-т; [Редкол.: А. Ф. Дмитриев и др.]. — Целиноград : ЦСХИ, 1989. — 108 с. : ил.; 20 см.
- Стимуляторы в макромире и микромире : Метод. пособие для студентов фак. вет. медицины по дисциплинам «Вет. микробиология и иммунология» и «Биотехнология вет. препаратов» / М. Н. Веревкина, А. Ф. Дмитриев; М-во сел. хоз-ва Рос. Федерации, ФГОУ ВПО Ставроп. гос. аграр. ун-т. — Ставрополь : АГРУС, 2004. — 47 с. : ил.; 20.; ISBN 5-9596-0081-1
- Диагностика, лечение, профилактика инвазионных и инфекционных заболеваний сельскохозяйственных животных : Сб. науч. тр. / Ставроп. с.-х. ин-т; [Редкол.: Дмитриев А. Ф. (отв. ред.) и др.]. — Ставрополь : ССХИ, 1993 (1994). — 102,[1] с. : ил.; 20 см.
- Рекомендации по оздоровлению от хронических инфекционных заболеваний крупного рогатого скота в целях повышения сохранности животных и увеличения объёмов мясной и молочной продукции [электронный полный текст] : метод. рекомендации / А. Ф. Дмитриев, Г. А. Джаилиди, П. М. Поздняков, Г. Г. Новосельцев ; СтГАУ. — Ставрополь : АГРУС, 2011. — 398 КБ.
- Дмитриев, А. Ф. Исследование микробной обсемененности воздуха животноводческих помещений [электронный полный текст] : метод. рекомендации / А. Ф. Дмитриев, В. Ю. Морозов ; СтГАУ. — Ставрополь : АГРУС, 2005. — 7,46 МБ. — ЭБ «Труды ученых»
- Стимуляторы в макромире и микромире : метод. пособие для студентов фак. вет. медицины по дисциплине «Вет. микробиология и иммунология» и «Биотехнология вет. препаратов» / М. Н. Веревкина, А. Ф. Дмитриев. — Ставрополь : АГРУС, 2004. — 48 с.

Список публикаций: http://bibl-stgau.ru/index.php/virtualnye-vystavki-trudov-uchenykh-stgau/196-vystavka-trudov-professora-doktora-biologicheskikh-nauk-dmitrieva-anatoliya-fedorovicha